# 사장석

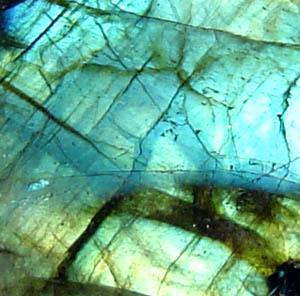
사장석의 모습.

사장석(斜長石, plagioclase)는 장석의 일종으로, 알루미늄, 칼슘, 나트륨 등을 포함하는 규산염이며 칼슘, 나트륨 2가지 주성분이 여러 가지 비율로 섞인 고용체이다. 사장석은 반려암, 조립현무암, 유문암, 섬록암, 분암, 안산암 등과 같은 화성암의 가장 일반적인 구성물이며, 변성암 속에서도 많이 발견된다. 이에 6대 조암광물 중 가장 많은 비율을 차지한다.

## 특징
사장석이라는 명칭의 유래는 '경사진 쪼개짐’을 뜻하는 Plagioclase 이라는 그리스어에서 비롯되는데, 각각 그리스어 plagios(기울어진)와 klao(파손된/쪼개진 물건)의 합성어에서 기원한다. 다시 말하면, 암석이 쪼개질 때, 두 방향이 서로 직각으로 교차하지 않고 경사져서 교차하기 때문에 붙여진 광물 이름이다. 사장석은 모스 굳기계의 기준으로 6~6.5정도이고, 비중이 2.61~2.76이다. 색깔은 주로 회색 또는 백색이며, 조흔색은 흰색이다. 때로는 색깔이 녹색이나 다른 색을 띠기도 한다. 옅은 색의 유리질(琉璃質) 광택을 지닌, 투명 또는 반투명한 이쇄성 결정으로 산출되는 풍부한 장석광물의 한 계열이다. 그리고 자성은 없다.

## 구성
사장석은 칼슘을 함유한 회장석(Anorthite)과 나트륨을 함유한 조장석(albite)의 두 종류가 혼합되어 구성되어 있다. 주로 규산염으로 된 석질운석(石質隕石 ,stone meteorite)인 콘드라이트(chondrite) 등은 휘석이나 감람석 사장석으로 구성되어 있고 고온(약 1500℃)에서 녹아 맨틀 외곽을 구성하게 된다. 사장석은 토질의 분포나 돌의 풍화의 강도를 나타낼때 쓰이는데, 나트륨과 칼슘의 함량에 따라 나타낸다. 비율은 100:0에서 0:100까지 갖가지인데 높은 온도에서 이루어진 사장석일수록 칼슘을, 낮은 온도일수록 그 반대이다. 그리고 칼슘이 많이 함유된 사장석일수록 풍화에 약하고, 나트륨이 많이 함유된 사장석일수록 풍화에 강한다. 실제로, 지하수에 용해되어 있는 나트륨은 사장석이 풍화된 것이거나 점토광물 또는 암염 같은 증발되어 생긴 퇴적물에서 나온 것이다. 또한 칼슘 사장석은 현무암질 마그마로부터 정출되기도 한다. 앞서 말한대로, 장석은 조장석과 회장석의 2가지 성분이 여러 가지 비율로 고용체를 이룬다. 조장석이 90% 이상이고 회장석이 10% 미만일 때는 조장석, 조장석이 90∼70%일 때는 회조장석(oligoclase)이며, 조장석이 70∼50%일 때는 중성장석(andesine)이고, 조장석이 50∼30%일 때는 조회장석(labradorite)이다. 또한 조장석이 30∼10%일 때는 아회장석(bytownite)이고, 조장석이 10% 미만이고 회장석이 90% 이상일 때는 회장석(anorthite)이다.

## 산출
사장석은 채굴할 때, 불규칙한 모양으로 산출되는 것이 일반적이다. 사장석은 이탈리아의 서부 알프스, 미국의 버지니아에서 산출된다. 또한 미국 캘리포니아의 편암의 암맥에서도 결정이 작고 뚜렷한 사장석이 산출된다. 브라질에서는 페그마타이트에서 매우 큰 사장석 결정이 산출된다. 그 외에 스위스, 오스트리아, 이탈리아의 엘바 섬 등 여러 곳에서 사장석 결정이 산출된다.

## 이용 및 기타
사장석은 도자기와 종이가공이나 렌즈의 원료, 그리고 연마시킨 면이 아름다운 조회장석은 건축물의 자갈이나 보석으로 이용되기도 한다. 그리고 달의 대륙에도 사장석이 있다고 볼 수 있다. 실제로 달의 바다에 비해 밝은데, 이는 주로 사장석과 비슷하기 때문에 상대적으로 밝게 보인다는 근거를 댄다.

## 지하수
화강암 지역 지하수는 평균적으로 칼슘(Ca)의 함량이 가장 높은데 이는 사장석의 용해 작용에 기인한다.

## 같이 보기
- 광물 목록
- 행성 분화